# Zinkivți, Camenița
Zinkivți (în ucraineană Зіньківці) este o comună în raionul Camenița, regiunea Hmelnîțkîi, Ucraina, formată numai din satul de reședință.

## Demografie
Componența lingvistică a comunei Zinkivți
     Ucraineană (96,94%)
     Rusă (3,06%)
Conform recensământului din 2001, majoritatea populației comunei Zinkivți era vorbitoare de ucraineană (96,94%), existând în minoritate și vorbitori de rusă (3,06%).